# Juanjo Roa
Juan José Jiménez Poves (Alfafar, Valencia, España, 20 de abril de 1978) conocido como Juanjo Roa es un entrenador de porteros de fútbol español con licencia UEFA A GK.

## Trayectoria

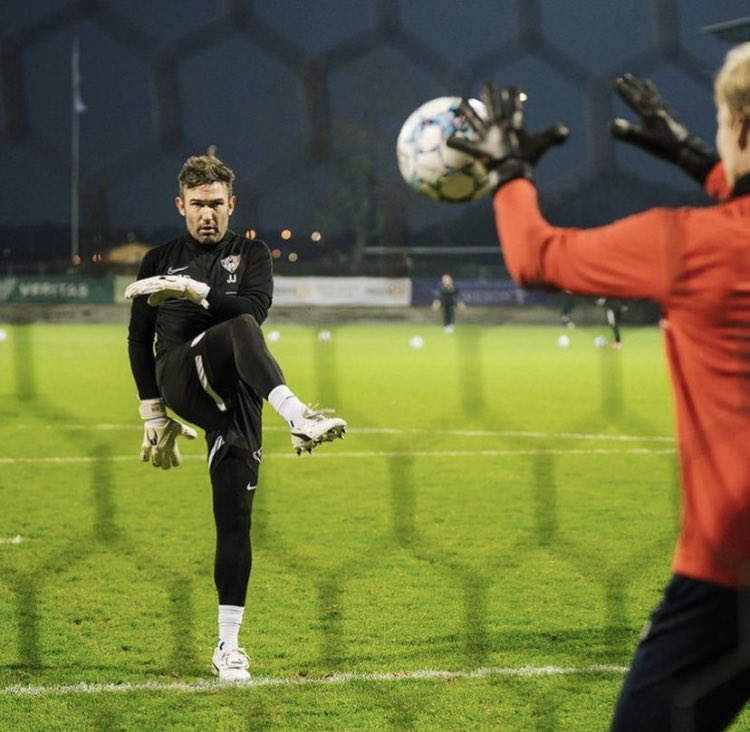
Juanjo Roa, calentamiento pre-partido FC Inter Turku

Tras su etapa como portero, Juanjo Roa empezó su andadura como entrenador de porteros en 2006 haciéndose cargo de la cantera del Racing Algemesí.
La temporada 2010-11 la inició como entrenador de porteros del primer equipo de la UD Canals, hasta que Manolo Herrero lo incluye en su cuerpo técnico convirtiéndolo en entrenador de porteros de la primera plantilla en la U. D. Alzira en Segunda B.
La temporada 2012-13 firmó en la primera división femenina en el Valencia C. F. formando parte del cuerpo técnico de Cristian Toro durante tres temporadas quedando semifinalistas de la Copa de la Reina en la temporada 2014-15.
La temporada 2015-16 volvió a Segunda B de la mano del entrenador Andrés Palop al Club Deportivo Alcoyano jugando la Copa del Rey.
En 2016 firmó en Recambios Colón C. F. por dos temporadas, y en la temporada 2018-19 volvió al mando de Andrés Palop a la U. D. Ibiza presidida por Amadeo Salvo.
La temporada 2021 llegó a Finlandia llamado por el técnico español José Riveiro, para convertirse en entrenador de porteros de la primera plantilla del FC Inter Turku de la Veikkausliiga.
En abril de 2023 se une al cuerpo técnico de José Bordalás en su regreso al Getafe CF en  Primera División.

## Clubes
| Club               | País      | Categoría            | Año       |
| ------------------ | --------- | -------------------- | --------- |
| Racing Algemesí    | España    | Regional             | 2006-2010 |
| UD Alzira          | España    | 2ª B                 | 2010-2011 |
| UD Canals          | España    | Regional             | 2010-2012 |
| Valencia CF        | España    | 1ª División Femenina | 2012-2015 |
| CD Alcoyano        | España    | 2ª B                 | 2015-2016 |
| Recambios Colón CF | España    | 3ª División          | 2016-2018 |
| UD Ibiza           | España    | 2ª B                 | 2018-2019 |
| Inter Turku        | Finlandia | 1ª División          | 2021      |
| Getafe CF          | España    | 1ª División          | 2023-Act. |